# USS Converse (DD-509)
USS Converse (DD-509) là một tàu khu trục lớp Fletcher được Hải quân Hoa Kỳ chế tạo trong Chiến tranh Thế giới thứ hai. Nó là chiếc tàu chiến thứ hai của Hải quân Mỹ được đặt theo tên Chuẩn đô đốc George A. Converse (1844-1909), người tham gia cuộc Chiến tranh Tây Ban Nha-Hoa Kỳ. Nó hoạt động cho đến hết Thế Chiến II, ngừng hoạt động năm 1946, được chuyển cho Hải quân Tây Ban Nha năm 1959 và hoạt động như là chiếc Almirante Valdés (D23) cho đến năm 1986, trước khi bị tháo dỡ năm 1988. Converse được tặng thưởng mười một Ngôi sao Chiến trận và danh hiệu Đơn vị Tuyên dương Tổng thống do thành tích phục vụ trong Thế Chiến II.

## Thiết kế và chế tạo
Converse được đặt lườn tại xưởng tàu của hãng Bath Iron Works Corp. ở Bath, Maine vào ngày 23 tháng 2 năm 1942. Nó được hạ thủy vào ngày 30 tháng 8 năm 1942; được đỡ đầu bởi cô A. V. Jackson; và nhập biên chế vào ngày 20 tháng 11 năm 1942 dưới quyền chỉ huy của Hạm trưởng, Trung tá Hải quân D. C. E. Hamberger.

## Lịch sử hoạt động

### Chiến dịch quần đảo Solomon 1943-1944
Sau khi được huấn luyện tại vịnh Guantánamo, Cuba và Trân Châu Cảng, Converse đi đến Nouméa vào ngày 17 tháng 5 năm 1943. Trong suốt mùa Hè, nó bảo vệ các đoàn tàu vận tải chuyển nhân sự và tiếp liệu đến New Georgia, rồi hộ tống các con tàu đi lại giữa Espiritu Santo và Guadalcanal. Đi đến Port Purvis vào ngày 16 tháng 9, nó gia nhập Hải đội Khu trục 23, đơn vị mà nó được chia sẻ danh hiệu Đơn vị Tuyên dương Tổng thống cho các hoạt động tại khu vực phía Bắc quần đảo Solomon từ ngày 31 tháng 10 năm 1943 đến ngày 4 tháng 2 năm 1944.
Vào ngày 31 tháng 10 năm 1943, Converse khởi hành cùng hải đội của nó và các tàu tuần dương để bảo vệ cho cuộc đổ bộ lên Bougainville, và trong đêm 31 tháng 10-1 tháng 11 đã bắn phá Buka cùng sân bay Bonis và các mục tiêu khác tại quần đảo Shortland. Đêm hôm sau, lực lượng của nó đánh chặn một nhóm tàu tuần dương và tàu khu trục Nhật Bản tìm cách tấn công các tàu vận chuyển ngoài khơi Bougainville. Trong Trận chiến vịnh Nữ hoàng Augusta diễn ra sau đó, phía Nhật Bản mất một tàu tuần dương và một tàu khu trục và phải từ bỏ ý định tấn công các tàu vận tải Hoa Kỳ; phía Đồng Minh cũng phải chịu đựng những cuộc không kích phản công ác liệt bởi máy bay đối phương cất cánh từ Rabaul.
Converse tiếp tục làm nhiệm vụ bắn phá và hộ tống hỗ trợ cho chiến dịch Bougainville, và trong đêm 16-17 tháng 11 đã cùng tàu khu trục Stanly tấn công một tàu ngầm đối phương nổi trên mặt nước, bắn trúng nhiều phát. Đến đêm 24-25 tháng 11, hải đội đã đánh chặn năm tàu khu trục đối phương tìm cách triệt thoái nhân sự không lực từ Buka đến Rabaul. Trong cuộc tấn công bằng ngư lôi và tiếp nối bằng hải pháo lúc truy đuổi, lực lượng Đồng Minh đã đánh chìm ba tàu đối phương và gây hư hại nặng cho chiếc thứ tư, mà không bị thiệt hại nào; Converse bị đánh trúng một quả ngư lôi nhưng nó không kích nổ.
Đang khi hộ tống một đội tàu chuyên chở binh lính tăng viện và tiếp liệu đến Bougainville vào ngày 3 tháng 12, Converse chịu đựng sáu đợt không kích ác liệt từ những máy bay ném bom Nhật Bản. Một quả bom ném suýt trúng đã gây hỏng điện, khiến dàn radar không hoạt động và mất điện phần trước con tàu. Việc sửa chữa được nhanh chóng thực hiện, và đối phương bị đẩy lui, nhưng chiếc tàu khu trục phải lên đường từ Port Purvis vào ngày 14 tháng 12, đi đến Sydney, Australia để được sửa chữa toàn diện.

### Trung tâm Thái Bình Dương 1944
Converse gia nhập trở lại hải đội của nó tại Port Purvis vào ngày 30 tháng 1 năm 1944. Nó tham gia bắn phá bờ biển và càn quét truy lùng tàu bè Nhật Bản trong suốt tháng 2 và tháng 3 tại phía Bắc quần đảo Solomon. Nó rời Port Purvis vào ngày 27 tháng 3 để gia nhập Lực lượng Đặc nhiệm 58, lực lượng đặc nhiệm tàu sân bay nhanh, để làm nhiệm vụ bảo vệ trong các cuộc không kích lên quần đảo Palau từ ngày 30 tháng 3 đến ngày 1 tháng 4. Nó đã cùng lực lượng đặc nhiệm tiến hành không kích và bắn phá chuẩn bị lên Hollandia, tiếp tục hỗ trợ hỏa lực cho việc đổ bộ vào ngày 22 tháng 4. Đến cuối tháng đó, các tàu sân bay đã tấn công Truk, Satawan và Ponape trong khi chiếc tàu khu trục tiếp tục làm nhiệm vụ bảo vệ.
Việc bắn phá chuẩn bị và trực tiếp hỗ trợ cho cuộc đổ bộ lên Saipan bắt đầu vào ngày 12 tháng 6, khi tất cả các mục tiêu quan trọng trên suốt quần đảo Mariana đều bị đánh phá. Khi chính cuộc đổ bộ diễn ra vào ngày 15 tháng 6, lực lượng đặc nhiệm của Converse đã không kích lên các căn cứ của quân Nhật tại quần đảo Bonin trước khi quay trở lại khu vực Mariana tiếp tục hỗ trợ cho cuộc tấn công. Khi hạm đội Liên hợp Nhật Bản phản công vào ngày 19 tháng 6, chiếc tàu khu trục tiếp tục làm nhiệm vụ hộ tống các tàu sân bay trong quá trình diễn ra Trận chiến biển Philippine, cuộc đụng độ không hải kéo dài hai ngày vốn đã đưa đến việc ba tàu sân bay Nhật Bản bị đánh chìm cũng như tổn thất nặng nề cho máy bay và phi công trên tàu sân bay. Sau khi tham gia bắn phá bờ biển tại Guam và Rota vào cuối tháng 6, nó được tiếp liệu tại Eniwetok, và đến ngày 4 tháng 8 đã lên đường quay trở về vùng bờ Tây để được đại tu tại Xưởng hải quân Mare Island.

### Philippines và Okinawa 1944 - 1945
Converse quay trở lại hoạt động vào ngày 3 tháng 11 năm 1944, khi nó gia nhập thành phần hộ tống các tàu sân bay đảm bảo các tuyến đường vận tải để đi đến đảo Leyte vừa được chiếm đóng. Vào ngày 21 tháng 12, đang khi hộ tống đoàn tàu vận tải chuyên chở tiếp liệu đến Mindoro, nó chịu đựng những đợt không kích ác liệt của máy bay tấn công cảm tử, và đã nổ súng để đánh đuổi đối phương đồng thời cứu vớt 266 người sống sót từ chiếc tàu đổ bộ LST-749 bị máy bay Kamikaze đánh trúng. Nó đã hỗ trợ hỏa lực cho cuộc đổ bộ lên vịnh Lingayen vào các ngày 9 và 10 tháng 1 năm 1945, rồi tham gia đơn vị đặc nhiệm được phân công tái chiếm Corregidor. Các khẩu pháo của nó đã giúp phá hủy các vị trí pháo binh, xà lan, xuồng máy cảm tử cũng như tiêu diệt khoảng 100 binh lính đối phương khi khóa chặt đường hầm Malinta.
Sau khi được đại tu tại vịnh Subic, Converse tuần tra ngoài khơi Corregidor cho đến giữa tháng 3, và từ ngày 18 tháng 3 đến ngày 1 tháng 4 đã tham gia cuộc tấn công lên các đảo Panay và Negros. Trong suốt tháng sau, nó tham gia một loạt các nhiệm vụ khác nhau trong việc xây dựng Iloilo thành một khu vực tập trung lực lượng cho Chiến dịch Downfall, kế hoạch đổ bộ lên Nhật Bản. Vào ngày 16 tháng 5, nó đi đến ngoài khơi Okinawa, nơi nó hoạt động trong vai trò cột mốc radar canh phòng hết sức căng thẳng và nguy hiểm trong giai đoạn kết thúc chiến tranh. Chiếc tàu khu trục phải thường xuyên chống trả các cuộc tấn công của máy bay tự sát, và đã không chịu bất kỳ hư hại nào trong những tháng khó khăn này.
Sau khi Nhật Bản đầu hàng kết thúc xung đột, Converse lên đường từ Okinawa vào ngày 10 tháng 9 để quay về nhà, đi ngang qua Trân Châu Cảng, kênh đào Panama và về đến Washington, D.C., nơi đã diễn ra buổi lễ trao tặng danh hiệu Đơn vị Tuyên dương Tổng thống cho hải đội của nó vào ngày 19 tháng 10. Sau khi được đại tu tại Xưởng hải quân Brooklyn, con tàu được cho xuất biên chế và đưa về thành phần dự bị tại Charleston, South Carolina vào ngày 23 tháng 4 năm 1946.

## Almirante Valdés(D23)
Converse được chuyển cho Tây Ban Nha vào ngày 1 tháng 7 năm 1959 trong khuôn khổ Chương trình Trợ giúp Tương hỗ, và phục vụ cùng Hải quân Tây Ban Nha như là chiếc Almirante Valdés (D23). Con tàu ngừng hoạt động ngày 17 tháng 11 năm 1986 và bị tháo dỡ vào năm 1988.

## Phần thưởng
Converse được tặng thưởng mười một Ngôi sao Chiến trận và danh hiệu Đơn vị Tuyên dương Tổng thống do thành tích phục vụ trong Thế Chiến II.